# Porquera de los Infantes
Porquera de los Infantes ist ein spanischer Ort in der Provinz Palencia der Autonomen Gemeinschaft Kastilien und León. Der Ort gehört zu Pomar de Valdivia, er liegt fünf Kilometer nordwestlich vom Hauptort der Gemeinde. Porquera de los Infantes ist über die Straße Autobahn A-67 und die Straße PP-6221 zu erreichen.

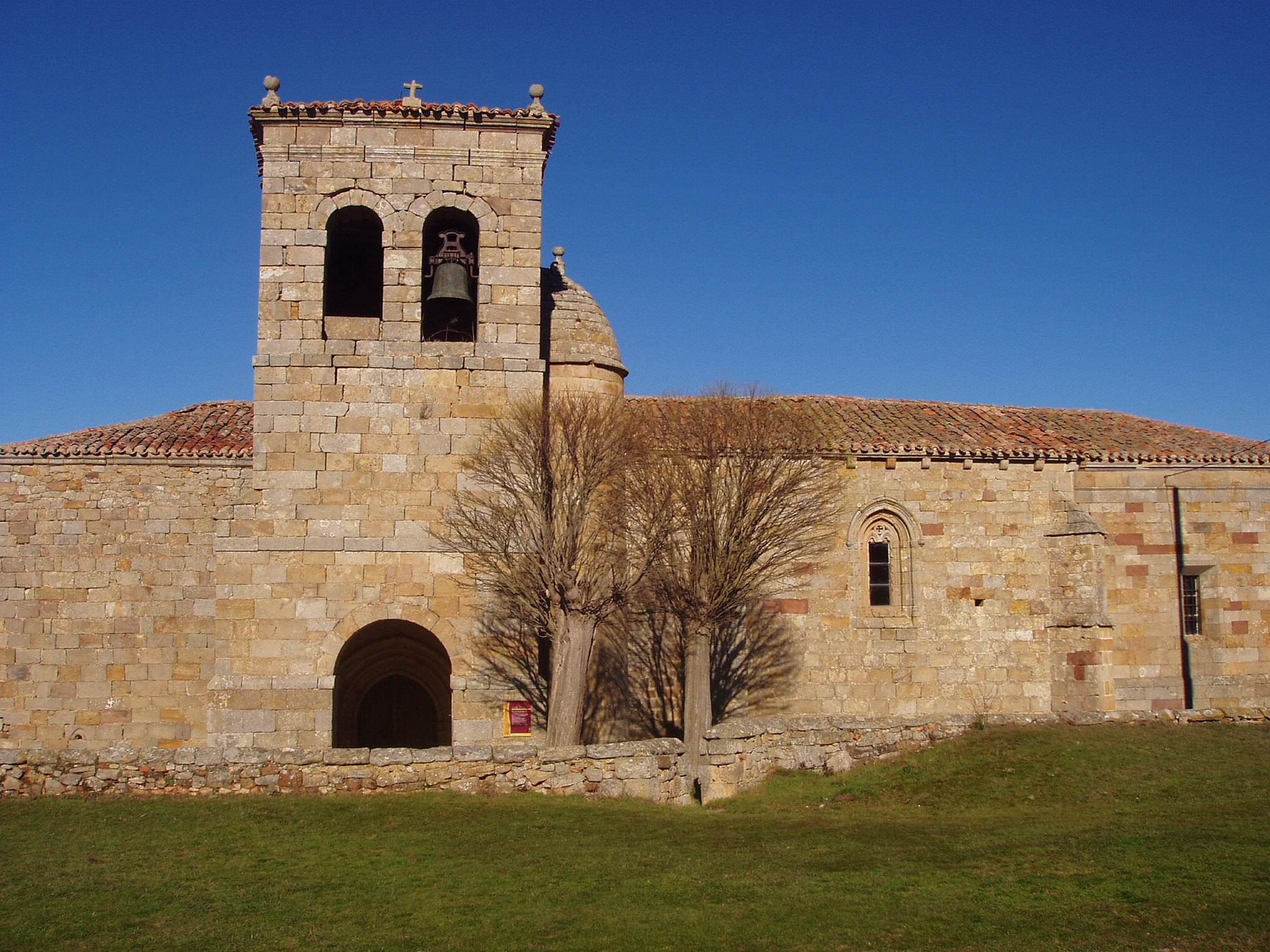
Kirche Santa María

## Sehenswürdigkeiten
- Kirche Santa María, erbaut ab dem 15. Jahrhundert mit Resten eines romanischen Vorgängerbaus aus dem 13. Jahrhundert
- Hochmittelalterliche Nekropole außerhalb des Ortes